# Proshermacha cuspidata
Espèce
Synonymes
- Chenistonia cuspidata Main, 1954
- Aname cuspidata (Main, 1954)

Proshermacha cuspidata est une espèce d'araignées mygalomorphes de la famille des Anamidae.

## Distribution
Cette espèce est endémique du Goldfields-Esperance en Australie-Occidentale,. Elle se rencontre dans l'archipel de la Recherche.

## Description
La carapace de la femelle holotype mesure 13,50 mm de long sur 10,00 mm et l'abdomen 13,00 mm.

## Systématique et taxinomie
Cette espèce a été décrite sous le protonyme Chenistonia cuspidata par Main en 1954. Elle est placée dans le genre Aname par Raven en 2000 puis dans le genre Proshermacha par Harvey, Hillyer, Main, Moulds, Raven, Rix, Vink et Huey en 2018.

## Publication originale
- Main, 1954 : Spiders and Opiliones. The Archipelago of the Recherche. Australian Geographical Society reports, vol. 1, p. 37-53.